# Podelhota
Podelhota je osada, součást obce Smetanova Lhota v okrese Písek. Nachází se na říčce Skalici v Táborské pahorkatině, v katastrálním území Smetanova Lhota, 1,5 kilometru východně od Smetanovy Lhoty.
Osada vzniklá na břehu Skalice nesla ve třetině 19. století jméno U Tesků. V té době ji tvořila stavení na západním konci nynější osady, která se později rozrostla východním směrem podél cesty na severním (pravém) břehu Skalice. Zde také byla v roce 1901 postavena kaple svatého Josefa. S protějším břehem se osada spojena brodem na polní cestě a souběžnou lávkou pro pěší.

## Galerie

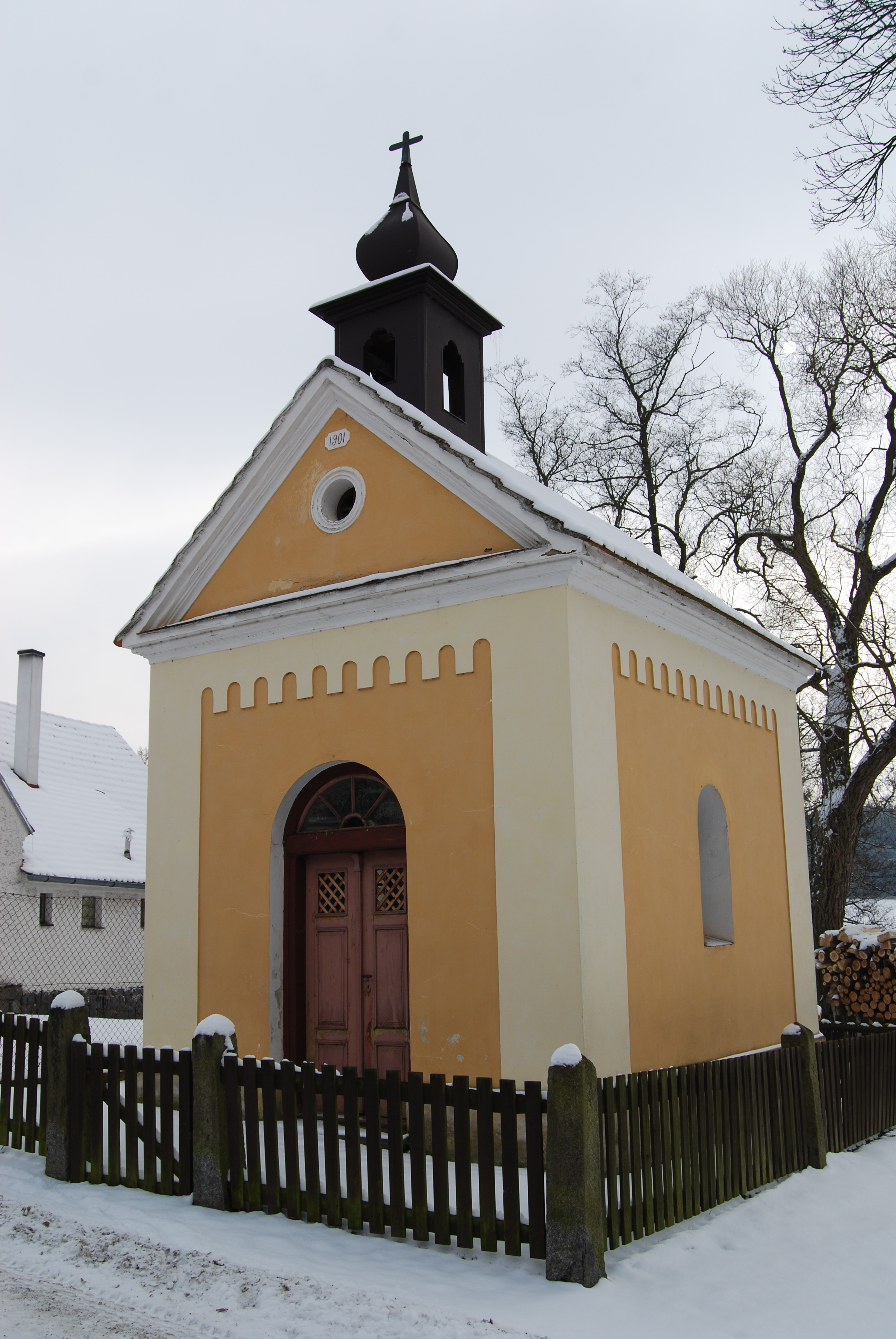
Kaple svatého Josefa v osadě
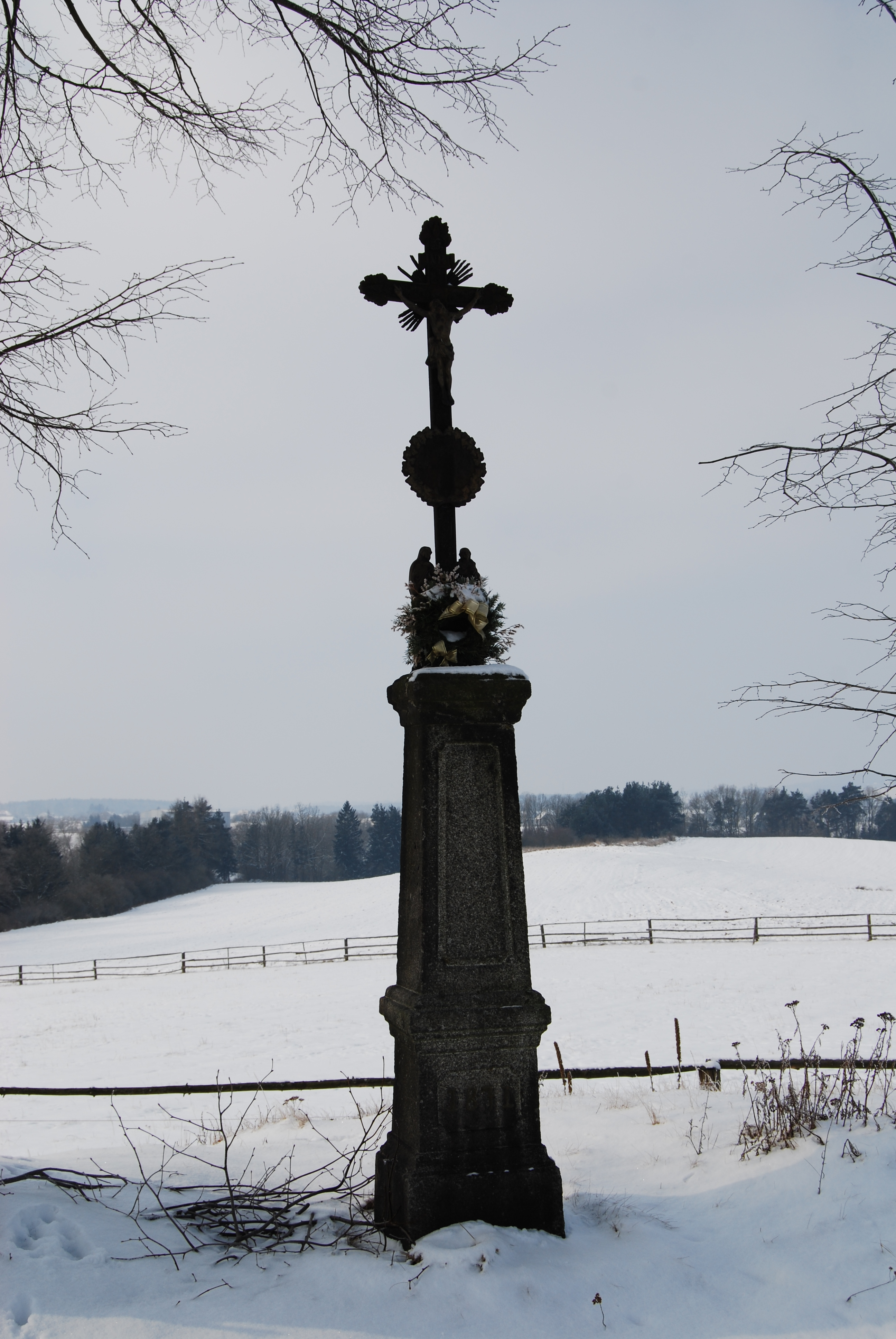
Kříž u komunikace ze Smetanovy Lhoty